# Leucanopsis setosa
Leucanopsis setosa là một loài bướm đêm thuộc phân họ Arctiinae, họ Erebidae.